# Thrypticomyia unisetosa nigribasis
Thrypticomyia unisetosa là một phân loài ruồi của loài Thrypticomyia unisetosa trong họ Limoniidae. Chúng phân bố ở miền Ấn Độ - Mã Lai.